# Opogona perisema
Opogona perisema är en fjärilsart som beskrevs av Diakonoff 1955. Opogona perisema ingår i släktet Opogona och familjen äkta malar. Inga underarter finns listade i Catalogue of Life.